# Norbert Dabira
 (juillet 2009).
Si vous disposez d'ouvrages ou d'articles de référence ou si vous connaissez des sites web de qualité traitant du thème abordé ici, merci de compléter l'article en donnant les références utiles à sa vérifiabilité et en les liant à la section « Notes et références ».
Le général de division Norbert Dabira est un officier interarmes de l'armée congolaise. Il est né le 24 juin 1949 à M'boma (district de Ngoko, dans le département de la Cuvette) en République du Congo.  Ancien inspecteur général des Armées et de la gendarmerie, de 1997 à 2012[réf. souhaitée], il est jusqu’en 2017 haut commissaire à la réinsertion des ex-combattants (avec rang et prérogatives de ministre délégué).

## Formation
Norbert Dabira est un officier qui s'est engagé dans l'armée en 1968, il a terminé sa formation initiale d'officier à l'école interarmes d'officiers d'active de Sibiu en Roumanie. Rentré au pays, il est aussitôt responsabilisé au niveau de la Zone militaire no 1, Pointe-Noire, en qualité d'officier-adjoint politique du CI de Makola. Une année après, il va parfaire sa formation à l'école supérieure du parti, en république démocratique allemande, dont il obtient le certificat des Hautes études en Sciences sociales. Il fait partie de la première promotion d'officiers interarmes formés à l'Académie militaro-politique Lénine à Moscou. D'où son statut "d'officier politique" à l'époque du marxisme au Congo. Son mémoire de fin d'étude le recommande pour le doctorat d'État qu'il soutient avec succès, faisant de lui le premier officier africain noir à accéder à ce diplôme. En 1987, à l'École militaire de Paris, il est auditeur à  l'Institut des hautes études de défense nationale.

## Baron duPCT
À l'époque du parti unique, et durant le premier régime de Denis Sassou N'Guesso, Norbert Dabira occupe des postes clés dans l'armée et dans le parti. Il est nommé Chef de la direction Politique (Commissaire politique) de la Zone militaire no 1 puis secrétaire du Comité central Chef du département politique de l'armée au parti et au ministère de la Défense. Selon certaines sources, son père est un ami de celui de Denis Sassou N'Guesso, d'où leur proximité.

## Traversée du désert
La chute du mur de Berlin va entrainer la séparation de la politique de l'armée congolaise, Dabira préfère rester dans l'armée. En 1992, l'accession au pouvoir de Pascal Lissouba va coïncider avec sa mise à l'écart. Il n'occupe aucun poste mais n'est pas radié de l'armée comme les autres officiers congolais proches de Denis Sassou N'Guesso. Il reste fidèle à Sassou, travaille dans l'ombre dans la constitution de la milice de son ami et mentor les Cobras. D'où sa présence au cœur de la guerre de 1997 dans l'état major de Sassou.

## Guerre civile
Le 5 juin 1997, la résidence de Denis Sassou N'Guesso est encerclée par l'armée. Informé par la garde de Sassou, Norbert Dabira et quelques officiers proches de "Otchombé" vont organiser la résistance jusqu'au point de casser l'encerclement de la résidence de Sassou. C'est de là que débute la guerre de 1997. Pendant cette guerre Dabira joue un rôle capital sur le plan militaire il est le conseiller spécial chargé du commandement des opérations militaires. En d'autres termes, il est l'adjoint de Jean-Marie Tassoua Ministre de la guerre. Dans son livre intitulé Brazzaville à feu et à sang il raconte comment ils ont réussi à faire revenir Sassou au pouvoir en tenant tête à Pascal Lissouba. En mi-juillet lors d'une courte trêve dite "paix de braves" entre Cobras et Cocoyes, Norbert Dabira est applaudi par les jeunes miliciens Cocoyes de Pascal Lissouba en reconnaissance de son savoir-faire militaire, son courage et sa présence en terrain ennemi malgré les risques.

## Inspecteur de l'Armée
Après leur victoire militaire du 15 octobre 1997, le général Norbert Dabira est nommé Inspecteur général des Forces armées congolaise et de la gendarmerie. Confrontée à plusieurs guerres civiles, l'armée congolaise a commis des exactions contre les populations civiles. Idem pour les milices de l'opposition armée. En 1999, une plainte a été déposée à Meaux contre le général. On lui reproche d'avoir laissé certaines têtes brulées de la milice Cobra devenus des militaires réguliers enlever puis exécuter des centaines de Congolais originaires de la région du Pool à leur retour à Brazzaville par le port fluvial central de Brazzaville "Beach". Il est déclaré innocent par la Justice congolaise, verdict contesté par l'opposition.

## Homme d'affaires
Malgré son statut de général, Norbert Dabira est un homme d'affaires chevronné qui a une chaine de télévision privée (DRTV International) et une maison de production de disques.

## Problèmes judiciaires
Le 22 août 2013, il est interpellé à Torcy et est mis en examen à Paris pour « crimes contre l'humanité » dans l'enquête sur l'affaire des "disparus du Beach" de Brazzaville datant de 1999.
Et il a encore été mis en examen le 22 août 2014 à Paris.[réf. nécessaire]
En 2018, Dabira est condamné à 5 ans de prison pour « atteinte à la sécurité intérieure de l'État ». Il est accusé d'avoir planifié un attentat contre le président Sassou. Il est libéré en février 2023.